# Рудой, Василий Владимирович
Васи́лий Влади́мирович Рудо́й (род. 28 октября 1974, Гулькевичи, Краснодарский край) — российский экономист, социолог; ректор Южно-Российского института управления (2008—2015, с 2020).

## Биография
В 1992 году с золотой медалью окончил среднюю школу № 1 г. Гулькевичи и поступил на факультет государственного и муниципального управления Северо-Кавказского кадрового центра (с 1995 года — Северо-Кавказская академия государственной службы — СКАГС). В 1996 году за успехи в учёбе был удостоен специальной государственной стипендии Правительства Российской Федерации.
В 1997 году с отличием окончил СКАГС и в том же году поступил в аспирантуру СКАГС по кафедре экономической теории и предпринимательства. С 1998 года преподаёт в СКАГС (ассистент, старший преподаватель, доцент кафедры государственного и муниципального управления). В 1999 году защитил диссертацию на соискание учёной степени кандидата экономических наук по теме: «Экономические основы местного самоуправления в условиях перехода к рынку». В 2006 году присвоено учёное звание доцент.
В 2001 году приглашён на работу в аппарат Администрации Ростовской области. С 2005 по 2008 год руководил центром информационно-методической работы и подготовки кадров Администрации области. Специализация центра — разработка и внедрение инновационных проектов в сфере государственного и муниципального управления, организация подготовки кадров государственной и муниципальной службы, координация деятельности по реализации Президентской программы подготовки управленческих кадров в Ростовской области. Государственный советник Ростовской области 3 класса.
Административную работу сочетал с преподавательской и научно-исследовательской деятельностью. С 2000 по 2006 год — старший преподаватель, доцент, профессор, заведующий кафедрой менеджмента, директор Научно-аналитического центра современных технологий в управлении Ростовского социально-экономического института (РСЭИ). С 2006 года по 2008 год — первый проректор РСЭИ.
Действительный член Петровской академии наук и искусств (г. Санкт-Петербург), член-корреспондент Академии политической науки.
В 2008 году избран ректором СКАГС, с марта 2011 года — директор Южно-Российского института-филиала Российской академии народного хозяйства и государственной службы при Президенте РФ.
в 2010 году включён в первую Президентскую сотню.
С декабря 2015 по ноябрь 2020 — заместитель губернатора Ростовской области. С сентября 2023 по н. в. — депутат Законодательного Собрания Ростовской области.

### Семья
Женат, воспитывает дочь и сына.

## Научные интересы
Административная и муниципальная реформы, развитие государственной и муниципальной службы, подготовка кадров государственного и муниципального управления. Автор 56 научных публикаций по этой проблематике, в том числе 14 учебников и учебных пособий.

### Избранные труды
1. Проблемы и перспективы правового обеспечения государственной службы субъектов Российской Федерации (тезисы). 2004. В соавторстве с Овчаренко Р. К.
2. Возможности использования нормативного подхода к определению штатной численности органов государственного и муниципального управления (тезисы). 2005. В соавторстве с Игнатовым В. Г., Голубевой Т. Г.
3. О системе подготовки кадров государственного и муниципального управления Ростовской области (тезисы). 2007. В соавторстве с Игнатовым Носко Б. П.
4. Кадровый резерв на государственной гражданской службе: проблемы формирования и продвижения (Гл. 2) 2009. В соавторстве с Понеделковым А. В., Сидоренко И. Н.
5. Высшие учебные заведения и органы государственной власти: пути сотрудничества в формировании и подготовке резерва управленческих кадров. 2009.
6. Формирование резерва кадров в системе государственной гражданской службы (социологический анализ). (Брошюра) 2009. В соавторстве с Понеделковым А. В., Старостиным А. М. и др.
7. Дополнительное профессиональное образование кадров государственного и муниципального управления: опыт, проблемы, пути решения. 2009 г.
8. Актуальные вопросы подготовки кадрового резерва органов государственной власти и местного самоуправления. 2009.
9. Государственная гражданская служба (учебник). 2004; (Изд. 2-е, доп. и перераб.). 2005. В соавторстве с Агапоновым А. К., Акоповым Л. В., Беклемищевым Е. П., Белолипецким В. К., Зинченко Г. П. и др., всего 18 человек.
10. Государственная гражданская служба в Российской Федерации (учебно-методический комплекс дистанционного обучения). 2008. В соавторстве с Кузнецовым С. Г., Финогеновым Н.И, Игнатовым В. Г., Поповым В. М. и др., всего 7 человек.
11. Служебное право (учебник). 2005 В соавторстве с Акоповым Л. В., Барциц И. Н., Деминым А. А., Догадайло Ю. Р., Догодайло Е. Ю. и др., всего 15 человек.
12. Разработка стратегий социально-экономического развития территории: опыт Северо-Кавказской академии государственной службы. 2009.
13. Государственная политика по формированию резерва управленческих кадров на региональном уровне. 2009.
14. Современные подходы к нормированию штатной численности органов государственной власти и местного самоуправления. 2009.
15. Проблемы регламентации оказания муниципальных услуг в условиях административной реформы (статья). 2007. В соавторстве с Овчаренко Р. К.
16. Многофункциональные центры предоставления государственных и муниципальных услуг как инструмент повышения эффективности взаимодействия власти и общества. 2009.
17. Управление государственными и муниципальными заказами (учебно-методический комплекс дистанционного обучения). 2007. В соавторстве с Лопаткиным Г. А., Белокрыловой О. С., Вольчиком В. В., Артаховым А. Б. и др. Местное самоуправление и муниципальная служба
18. Правовые гарантии финансово-экономической самостоятельности муниципальных образований (статья). 2001. В соавторстве с Трубицыным А. В.
19. Перспективы реформирования нормативно-правовой базы местного самоуправления в Российской Федерации (статья). 2002.
20. Совершенствование системы комплектования штатов органов муниципального управления как фактор устойчивого развития региона (статья). 2003. В соавторстве с Игнатовым В. Г.
21. Современное состояние и проблемы совершенствования нормативно-правового обеспечения развития местного самоуправления в России (статья). 2003. В соавторстве с Игнатовым В. Г.
22. Местное самоуправление (учебное пособие). 2001; Изд. 2-е, доп. и перераб. 2003; Изд. 3-е, доп. и перераб.). 2005. В соавторстве с Игнатовым В. Г.
23. Совершенствование системы комплектования штатов органов муниципального управления (статья). 2005. В соавторстве с Игнатовым В. Г.
24. Организационно-правовые и финансово-экономические основы местного самоуправления (учебно-методическая разработка). 2003.
25. Муниципальная реформа и актуальные проблемы её проведения (учебно-справочное пособие). 2004. В соавторстве с Игнатовым В. Г., Кузнецовым С. Г., Колесниковым В. А., Буровым А. В.
26. Экономика муниципальных образований (учебное пособие). 2005. В соавторстве с Игнатовым В. Г., Батуриным Л. А., Бутовым В. И., Игнатовой Т. В., Катрич М. А. и др., всего 10 человек.
27. Основы деятельности главы поселения по организации решения вопросов местного значения (учебно-методический комплекс дистанционного обучения). 2006. В соавторстве с Кузнецовым С. Г., Колесниковым В. А., Буровым А. В., Сивак Д. С. и др., всего 19 человек
28. Муниципальное управление и социальное планирование в муниципальном хозяйстве (учебное пособие). 2005. В соавторстве с Кобилевым А. Г., Кирневым А. Д.
29. Основы деятельности администрации поселения по организации решения вопросов в сфере имущественных и земельных отношений (учебно-методический комплекс дистанционного обучения). 2007. В соавторстве с Кузнецовым С. Г., Вербоватым Ю. Е., Колесниковым В. А., Буровым А. В., Сивак Д. С. и др., всего 14 человек
30. Основы деятельности администрации поселения по организации решения вопросов в сфере жилищно-коммунального хозяйства (учебно-методический комплекс дистанционного обучения). 2007. В соавторстве с Кузнецовым С. Г., Кобзарь А. Г., Колесниковым В. А., Буровым А. В., Зыковой Л. А. и др., всего 12 человек.
31. Основы деятельности административных комиссий и иных органов по рассмотрению дел об административных правонарушениях (учебно-методический комплекс дистанционного обучения). 2007. В соавторстве с Кузнецовым С. Г., Богдановым С. Н., Буровым А. В., Сивак Д. С., Дегтяревым С. Н. и др., всего 13 человек.
32. Основы деятельности главы поселения по организации решения вопросов местного значения (II часть) (учебно-методический комплекс дистанционного обучения). 2007. В соавторстве с Кузнецовым С. Г., Буровым А. В., Мариновой В. Л., Чисниковым А. В., Зыковой Л. А. и др., всего 15 человек.
33. Основы кадровой работы в системе местного самоуправления (часть II) (учебно-методический комплекс дистанционного обучения). 2008. В соавторстве с Кузнецовым С. Г., Буровым А. В., Сивак Д. С. и др., всего 9 человек.
34. Основы деятельности главы поселения по организации решений вопросов местного значения (часть III) (учебно-методический комплекс дистанционного обучения). 2008. В соавторстве с Кузнецовым С. Г., Буровым А. В., Игнатовым В. Г., Поповым В. М., Сологуб В. А. и др., всего 10 человек. Малый бизнес
35. Бизнес-инкубирование как перспективная форма поддержки малого и среднего предпринимательства (статья). 2004. В соавторстве с Саниной Н. О.
36. Проблемы и перспективы развития малого предпринимательства в условиях административной реформы (тезисы). 2005. В соавторстве с Саниной Н. О.
37. Пути развития организационной основы поддержки малого бизнеса на муниципальном уровне (тезисы). 2005. В соавторстве с Саниной Н. О.
38. Малое предпринимательство в Российской Федерации: проблемы институционализации (учебное пособие). 2005. В соавторстве с Саниной Н. О. Политология (власть)
39. Русская и западная общественно-политическая мысль о местном самоуправлении и современная практика муниципального строительства. 2009.
40. Структура региональной идентичности населения Юга России: состояние и тенденции изменений (социологический анализ). 2009 г. В соавторстве с Понеделковым А. В., Старостиным А. М.
41. Межэтнические отношения в миграционном контексте. 2009. В соавторстве с Понеделковым А. В., Старостиным А. М.
42. Политическая наука Юга России в мнениях и оценках экспертов. (Брошюра) 2009. В соавторстве с Понеделковым А. В., Старостиным А. М. и др.
43. О подготовке кадров кандидатов и докторов наук в диссертационном совете по политическим наукам при СКАГС. (Брошюра) 2009. В соавторстве с Понеделковым А. В., Старостиным А. М.
44. Региональная идентичность и перспективы интеграции на Юге России (социологический анализ). (Брошюра) 2009. В соавторстве с Понеделковым А. В., Старостиным А. М. и др.
45. Политология на юге России: векторы развития. 2009.
46. Социально-политические ценности молодёжи (результаты социологических опросов). 2009. В соавторстве с Понеделковым А. В., Старостиным А. М., Лысенко В. Д., Ивановой А. А.
47. Элитная идентичность в российском контексте. 2009. В соавторстве с Понеделковым А. В., Старостиным А. М.
48. Региональные политические процессы и идентичность (на материалах Юга России). 2009. В соавторстве с Понеделковым А. В., Старостиным А. М.
49. Социологический профиль региональных политических элит Юга России. 2009. В соавторстве с Понеделковым А. В., Старостиным А. М., Лысенко В. Д.
50. Некоторое социологическое дополнение к статье: «Социологический профиль региональных политических элит Юга России» (конкретно-социологическая интерпретация). 2010. В соавторстве с Понеделковым А. В., Старостиным А. М., Лысенко В. Д.
51. Современные политические элиты: идеология, ценности, идентичность. 2010 г. В соавторстве с Понеделковым А. В., Старостиным А. М., Швец Л. Г.